# Epinephelus irroratus
Mérou des Marquises
Espèce
Synonymes
- Perca var. irrorata Forster, 1801[1]
- Percam irroratumForster, 1801[1]
- Serranus spiniger Günther, 1859[1]
- Epinephelus spiniger (Günther, 1859)[2]
- Epinephelus albopunctulatus Boulenger, 1895[1]

Statut de conservation UICN

 LC  : Préoccupation mineure
Epinephelus irroratus, le Mérou des Marquises, est une espèce de poissons marins à nageoires rayonnées, un mérou de la super-famille des Epinephelinae qui fait partie de la famille des Serranidae, laquelle comprend également les anthias et les bars. Il est endémique de la Polynésie française. Ses habitats naturels sont les hautes mers, les mers peu profondes, les zones démersales et les récifs coralliens.

## Description
La longueur standard du mérou des Marquises est de 2,7 à 3,3 fois sa largeur. Elle atteint une longueur maximale standard de 37 cm et a un poids maximal publié de 770 g.
Le profil dorsal de sa tête est légèrement convexe. Le préopercule, finement dentelé, a un coin arrondi qui présente également une légère échancrure, les dentelures du bord inférieur étant légèrement élargies. Le bord supérieur de la couverture branchiale est presque droit. La nageoire dorsale comporte 11 épines et 16 rayons mous, tandis que la nageoire anale contient 3 épines et 8 rayons mous. La nageoire caudale est tronquée ou légèrement arrondie. 
Cette espèce est de couleur brun-rougeâtre avec un point blanc sur chaque écaille, ce qui donne l'apparence de fines mouchetures blanches. Une bande brun-rougeâtre foncé est présente sur le maxillaire. La membrane entre les fines épines dorsales est rouge, tandis que les bords postérieurs des nageoires dorsales, anales, caudales et pectorales affichent une ligne blanche.

L'archipel des Marquises, habitat de Epinephelus irroratus.

## Distribution
Le mérou des Marquises est endémique des îles Marquises, en Polynésie française. Les signalements provenant du Japon et des Philippines sont considérés comme erronés.

## Habitat et biologie
Le mérou des Marquises se trouve à des profondeurs de 20 à 50 m, où il vit parmi les récifs rocheux et coralliens. Peu d'autres informations ont été publiées sur la biologie de cette espèce.

## Taxonomie

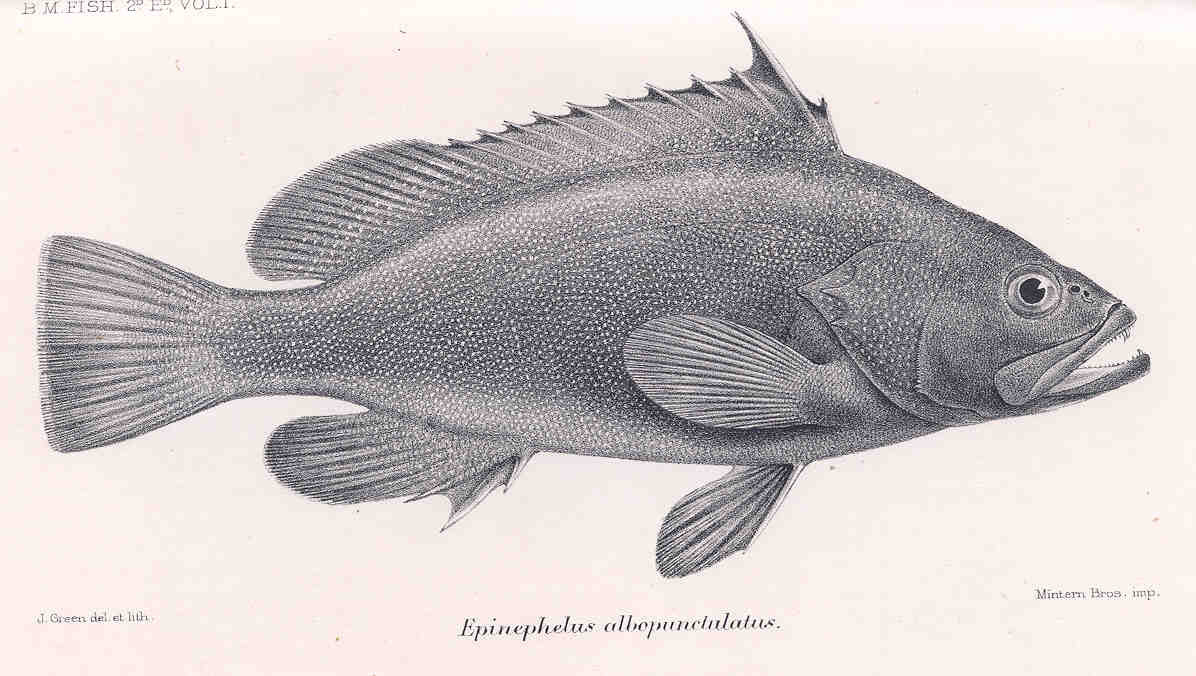
Un autre dessin de mérou des Marquises, sous son synonyme de Epinephelux albopunctulatus.

Le mérou des Marquises a été décrit officiellement pour la première fois en 1801 sous le nom de Perca var. irrorata par le pasteur calviniste allemand Johann Reinhold Forster (1729-1798), naturaliste lors du deuxième voyage de Cook. Cette description a été publiée dans Systema Ichthyologiae de Bloch & Schneider, et la localité type était l'île de St. Christian, aujourd'hui Tahuata, dans les îles Marquises.

## Utilisation
Le mérou des Marquises est exploité par les pêcheurs locaux et tous les poissons pêchés sont commercialisés localement. Ils sont capturés à l'aide de harpons, de lignes et de pièges.